# 今井文也
今井 文也（いまい ふみや、1997年10月5日 - ）は、日本の男性声優。青森県弘前市出身。Rush Style所属。

## 略歴
工業高校出身。しかし工業系の授業が苦手であり、「何か別の楽しい仕事はないかな」と考えていた時に、職業としての声優に興味が湧き、親に相談していた。声優になろうと思ったきっかけは『CLANNAD』を見たことからである。元々好きだったアニメに関連して、職業としての声優は「楽しそうだな」と思い、興味本位で携帯のボイスメモにセリフを録音していた。その時に「自分、上手すぎ！？」と新たな才能を発見していたという。
次の日には所属していたバドミントン部を退部し、上京するための資金稼ぎにアルバイトを始めたという。
アミューズメントメディア総合学院卒業。在学中にラジオ日本で放送されていた『週刊 小林ゆう』で第8期アシスタントを担当。
2018年4月にRush Style付属養成所・RSアカデミーの特別レッスン生としてRush Styleの公式サイトにプロフィールが掲載され、2020年8月より中村カンナとともに準所属となり、2022年1月より中村カンナとともに正所属となった。
2022年夏に放送のテレビアニメ『神クズ☆アイドル』の仁淀ユウヤ役で初主演。

## 人物
趣味にはスノーボード、ダーツ、麻雀をそれぞれ挙げている。特技には津軽弁、ビリヤードをそれぞれ挙げている。小、中学生の頃は父親の影響で、ビリヤードに熱中しており、「プロになりたい」、「将来ビリヤードで食っていけるんじゃないか」と思いながらビリヤード場に通ってた。高校に通っていくうちに、遊びに明け暮れ、ビリヤードがそっちのけになり、その時に「ビリヤード以外の職は何かないか」と探し始めたという。父親が好きだった漫画『ブレイクショット』を読んだり、ポール・ニューマンが出演していた映画『ハスラー』を観たりもしていた。
愛称は「なうディーさん」、「ナウディ」。『週刊 小林ゆう』にて、「『今』＝『なう』」と「『ダンディー」の「ディー』」で決められたものとしている。

## 出演
太字はメインキャラクター。

### テレビアニメ
2018年
- 銀魂.（真選組隊士）
- アンゴルモア 元寇合戦記（刀伊祓󠄂兵）
- ゴブリンスレイヤー（2018年 - 2023年、男森人、ゴブリン） - 2シリーズ

2019年
- ダイヤのA actII（2019年 - 2020年、中田中、矢部浩二、梶山、伊藤大我、一倉）
- ワンパンマン（ロジー）
- 叛逆性ミリオンアーサー（客）
- ギヴン（鹿島柊）
- コップクラフト（SWAT隊員、市民）
- Re:ステージ! ドリームデイズ♪（屋外ステージ客、すがきもとP）

2020年
- 魔女の旅々（下っ端B）

2021年
- 大正オトメ御伽話（志磨珠樹）
- 結城友奈は勇者である -大満開の章-

2022年
- 天才王子の赤字国家再生術（オウル）
- ぷちセカ（東雲彰人）
- 恋は世界征服のあとで（熊レイヤー）
- 神クズ☆アイドル（仁淀ユウヤ）
- ハナビちゃんは遅れがち（東雲ムサシ）
- シュート!Goal to the Future（セルジョ）
- ヤマノススメ Next Summit（蛍の光〈合唱〉、クラスメイト、芸人A、登山ガイド）
- 虫かぶり姫（コンラート）
- VAZZROCK THE ANIMATION（役者A）
- 永久少年 Eternal Boys（男子生徒、スタッフ）

2023年
- 英雄王、武を極めるため転生す 〜そして、世界最強の見習い騎士♀〜（騎士、シルヴァ・エレイン）
- 自動販売機に生まれ変わった俺は迷宮を彷徨う（蛙人魔C、負傷者C、悪党）
- もののがたり（男子学生）
- おかしな転生（従士、ニコロ）
- お嬢と番犬くん（金剛、チンピラ2、オバケ男子1）

2024年
- 鬼滅の刃 柱稽古編
- ヴァンパイア男子寮（先輩、先輩A）
- じいさんばあさん若返る（中田真司）
- ひとりぼっちの異世界攻略（不良B）
- 神之塔 -Tower of God- 工房戦
- 多数欠（タカト）
- 青のミブロ（六平）

2025年
- 妖怪学校の先生はじめました!（海坊主）
- 一瞬で治療していたのに役立たずと追放された天才治癒師、闇ヒーラーとして楽しく生きる（第三秘書）
- わたしが恋人になれるわけないじゃん、ムリムリ!（※ムリじゃなかった!?）（男性、クラスメイト男子）

### 劇場アニメ
- 映画 ギヴン 柊 mix（2024年、鹿島柊[33]）
- 劇場版プロジェクトセカイ 壊れたセカイと歌えないミク（2025年、東雲彰人[34]）

### OVA
- ギヴン うらがわの存在（2021年、鹿島柊） - コミックス第7巻DVD付き限定版[35]

### Webアニメ
- Vivid BAD SQUAD - Journey to Bloom『RESOLVE』（2023年、東雲彰人）

### ゲーム
2018年
- 陰陽おとぎソール（天蓬元帥）
- ファイトリーグ（身透かしている美硝年）

2019年
- モンスターストライク（2019年 - 2023年、姫発〈進化後・神化以降〉、トパーズ、鬼丸国綱、レイデル、浄玻璃鏡）
- Panty Party（縞パンツ）
- エルクロニクル（黄宝貝）
- 共闘ことばRPG コトダマン（合成魔獣・ヌマイラ、冥界官軍・テレパデス）
- Panty Party（縞パン）
- 禍つヴァールハイト（主人公）
- 黒騎士と白の魔王（アモン）

2020年
- CLEARWORLD -クリアワールド-（祇園寺緑道）
- プロジェクトセカイ カラフルステージ! feat. 初音ミク（東雲彰人）

2021年
- アンジェリーク ルミナライズ（タイラー）
- A3!（木之崎レント）

2022年　
- 夢職人と忘れじの黒い妖精（ステラ）
- ウルトラエージ（エイジ）
- ブラウンダスト（エンマ）
- クイズRPG 魔法使いと黒猫のウィズ（ナーセラ・ヴァツラ、アサルトバンカーズ）
- 白猫プロジェクト（クリスアビス）

2023年
- シカトリス（涼平春樹）

2024年
- 18TRIP

### ドラマCD
2018年
- ドリームハンター麗夢 首無しライダーVS首無し武者（智盛）
- ノベル＆ドラマCDブック『愛を叫べ！怪獣娘！？』〜ウルトラ怪獣擬人化計画〜（空手部員たち）

2019年
- ヒプノシスマイク -Division Rap Battle- 1st FULL ALBUM「Enter the Hypnosis Microphone」初回限定Drama Track盤（二郎の友人、チンピラ）
- 暴愛フレンドシップ（友人）
- 穏やか貴族の休暇のすすめ。（用心棒）

2022年
- 神クズ☆アイドル（仁淀ユウヤ） - コミックス第5巻CD付き特装版
- THE IDOLM@STER SideM GROWING SIGN@L 10 F-LAGS（大吾の知人）

### オーディオドラマ
- オカルトーク！（2020年、菅井[57]）
- プロジェクトセカイ カラフルステージ! feat. 初音ミク ボイスドラマ（東雲彰人） - 3作品[一覧 2]
- 神クズ☆アイドル #おしえて仁淀くん（2022年、仁淀ユウヤ） - 全14回[58]
- 恋が暴走する惑星 「告白予行演習」（2022年、敏雄[59]）
- 四葉のクローバーの恋愛事情～Trey～（2022年、トレイ[60]）

### デジタルコミック
- お前は俺を殺す気か（2017年、桂由紀[61]）
- 勇者サポートセンター魔王城支部（2021年、デオルタス[62]）
- 姫ヶ崎櫻子は今日も不憫可愛い（2021年、クラスメイト ほか[63]）
- どれが恋かがわからない（2022年、学生 ほか[64]）
- ヤンキー君と白杖ガール（2022年[65]）
- 佐原先生と土岐くん（2022年、藤堂慎治 ほか[66]）
- 神クズ☆アイドル（2022年、仁淀ユウヤ[67]）

### PV・CM
- 十字架のろくにん（2022年、千光寺克美、右代悠牙 ほか[68]）
- 甘神さんちの縁結び（2022年、上終瓜生[69]）
- じょっぱれアオモリの星 おらこんな都会嫌だ（2022年、オーリン・ジョナゴールド[70]）
- ローソンCSほっとステーション『劇場版プロジェクトセカイ 壊れたセカイと歌えないミク キャンペーン』（2025年[71]）

### 吹き替え
- シエラ・バージェスはルーザー（ドリュー）
- マリブ・レスキューチーム（レスキュー男1）

### ラジオ
- 週刊 小林ゆう（2017年、ラジオ日本）※第8期アシスタント[1]
- 今井文也のいま、いい？（2022年 - 、ニコニコ動画、YouTube[72]）
- MAN TWO MONTH RADIO 今井文也のNOW is the time（2022年、文化放送 超!A&G+[73]）

### インターネット配信番組
- 速水奨と今井文也の「こんなの読んじゃった♪」（2022年 - 、Rakuten TV[74]）

- 浦和希と今井文也のラスボスになりたくて（2022年 - 、ニコニコ生放送[75]）

### 朗読劇
- 朗読劇「新宿RUMBLE FISH」（2020年1月18日・19日、全電通ホール[76]） - 王子 誠 役
- 朗読劇 「ドラゴンギアス Another 〜再生のための物語〜」（2021年4月8日・9日・10日・11日、伝承ホール[77]） - サイネイ 役
- ボイスガレッジシアター Vol.2「ブラインド」（2022年1月23日、野方区民ホール[78]） - 一也 役
- 江戸川乱歩の世界 朗読劇「幻燈の獏」（2022年8月14日、イイノホール[79]） - 栗田少佐 役
- 朗読劇「吸血鬼ドラキュラ ～Eternal Love～」（2022年8月19日、TOKYO FMホール[80]） - ジョナサン 役
- 声優朗読劇『フォアレーゼン 無頼（ぶらい）～大大阪下のいちびり ──人呼んで「オダサク」～』（2022年9月25日、クレオ大阪中央[81][82]） - 編集長、男、男3、少年、友人2 役
- 朗読劇「カラフル」（2022年10月28日・30日、東京ドームシティ シアターGロッソ[83]）- ぼく 役
- 朗読劇「恋と嘘」（2022年11月11日・13日、TIAT SKY HALL[84]） - 仁坂悠介 役
- 名探偵の継承「乱歩とポー」朗読劇『黒蜥蜴』（2023年1月19日・20日、Mixalive TOKYO Theater Mixa[85]） - 雨宮潤一 役
- あの星に願いを（2023年5月24日 - 28日、CBGKシブゲキ!!）[86]
- Classic Movie Reading Vol.1「ローマの休日」（2023年11月4日、新宿村LIVE） - ジョー・ブラッドレー 役[87]
- 朗読劇「はなしぐれ」（2024年1月24日 - 28日、CBGKシブゲキ!!）[88]
- 朗読劇「超訳文学 芥川龍之介」（2024年2月3日・4日、アニメイトシアター）[89]
- 朗読劇「坂道のアポロン」（2024年3月5日・7日・8日、草月ホール） - 川渕千太郎 役
- ボイスコミックライブ「お姉ちゃんの翠くん」（2024年5月11日、池袋HUMAXシネマズ） - 雪代翠 役
- 江戸川乱歩朗読劇「幻調乱歩大系」（2025年3月6日 - 9日、草月ホール）[90]
- 生演奏朗読劇「桜桃探偵舎」（2025年5月4日、日経ホール）[91]
- 朗読劇「ネコたん！弐 ぷらす 〜猫町怪異奇譚〜」仮面遊戯殺猫事件（2025年6月19日、あうるすぽっと） - 雨宮将太 役[92][93]
- 幻調乱歩4 夜明けに怯える怪機城（2025年8月31日〈予定〉、イイノホール）[94]
- 朗読劇「成瀬は天下を取りにいく」（2025年9月14日〈予定〉、草月ホール） - 西浦航一郎 役[95]

### メディアミックス
- URAMITE! （瀬良綾文[96]）
- コードジェム（灰都[97]）
- 補講男子（茶屋町義也[98]）

## ディスコグラフィ

### キャラクターソング
| 発売日            | 商品名                                                                                        | 歌 | 楽曲 | 備考                                                                                          |
| 2021年            | 2021年                                                                                        | 2021年 | 2021年 | 2021年                                                                                        |
| ----------------- | --------------------------------------------------------------------------------------------- | --- | --- | --------------------------------------------------------------------------------------------- |
| 7月7日            | Ready Steady/Forward                                                                          | Vivid BAD SQUAD、初音ミク                                                                                             | 「Ready Steady」 「Forward」                                                                                            | ゲーム『プロジェクトセカイ カラフルステージ！ feat.初音ミク』関連曲                           |
| 11月17日          | RAD DOGS/シネマ                                                                               | Vivid BAD SQUAD、初音ミク                                                                                             | 「RAD DOGS」 | ゲーム『プロジェクトセカイ カラフルステージ！ feat.初音ミク』関連曲                           |
| 11月17日          | RAD DOGS/シネマ                                                                               | Vivid BAD SQUAD、KAITO                                                                                                | 「シネマ」 | ゲーム『プロジェクトセカイ カラフルステージ！ feat.初音ミク』関連曲                           |
| 2022年            |                                                                                               | | |                                                                                               |
| 1月25日           | 神クズ☆アイドル 第5巻特装版特典CD                                                             | ZINGS | 「恋のBANG」 | 漫画『神クズ☆アイドル』関連曲                                                                 |
| 3月16日           | MORNING                                                                                       | ZINGS | 「MORNING」 「Hero’s」                                                                                                  | テレビアニメ『神クズ☆アイドル』関連曲                                                         |
| 6月1日            | Vivid BAD SQUAD SEKAI ALBUM vol.1                                                             | Vivid BAD SQUAD | 「フラジール」 | ゲーム『プロジェクトセカイ カラフルステージ！ feat. 初音ミク』関連曲                          |
| 6月1日            | Vivid BAD SQUAD SEKAI ALBUM vol.1                                                             | Vivid BAD SQUAD、KAITO                                                                                                | 「ドクター＝ファンクビート」 「威風堂々」 「幽霊東京」                                                                  | ゲーム『プロジェクトセカイ カラフルステージ！ feat. 初音ミク』関連曲                          |
| 6月1日            | Vivid BAD SQUAD SEKAI ALBUM vol.1                                                             | Vivid BAD SQUAD、鏡音レン                                                                                             | 「夜咄ディセイブ」 | ゲーム『プロジェクトセカイ カラフルステージ！ feat. 初音ミク』関連曲                          |
| 6月1日            | Vivid BAD SQUAD SEKAI ALBUM vol.1                                                             | Vivid BAD SQUAD、巡音ルカ                                                                                             | 「ECHO」 | ゲーム『プロジェクトセカイ カラフルステージ！ feat. 初音ミク』関連曲                          |
| 6月1日            | Vivid BAD SQUAD SEKAI ALBUM vol.1                                                             | Vivid BAD SQUAD、鏡音リン                                                                                             | 「トラフィック・ジャム」 「悪魔の踊り方」                                                                               | ゲーム『プロジェクトセカイ カラフルステージ！ feat. 初音ミク』関連曲                          |
| 6月1日            | Vivid BAD SQUAD SEKAI ALBUM vol.1                                                             | Vivid BAD SQUAD、鏡音レン                                                                                             | 「チルドレンレコード」                                                                                                  | ゲーム『プロジェクトセカイ カラフルステージ！ feat. 初音ミク』関連曲                          |
| 7月27日           | Let’s ZING!                                                                                   | ZINGS | 「Let’s ZING!」 | テレビアニメ『神クズ☆アイドル』オープニングテーマ                                             |
| 7月27日           | Let’s ZING!                                                                                   | ZINGS | 「恋のBANG 神.ver」 | テレビアニメ『神クズ☆アイドル』関連曲                                                         |
| 7月27日           | キミキラ                                                                                      | ZINGS | 「キミキラ」 | テレビアニメ『神クズ☆アイドル』エンディングテーマ                                             |
| 7月27日           | キミキラ                                                                                      | ZINGS | 「イタズラHoney」 | テレビアニメ『神クズ☆アイドル』関連曲                                                         |
| 8月17日           | 絶対証明ロック/裏表のデュエット                                                               | ZINGS | 「絶対証明ロック」 | テレビアニメ『神クズ☆アイドル』挿入歌                                                         |
| 8月17日           | 絶対証明ロック/裏表のデュエット                                                               | ZINGS | 「裏表のデュエット」 | テレビアニメ『神クズ☆アイドル』エンディングテーマ                                             |
| 9月21日           | 乗り越えてLOST                                                                                | ZINGS | 「乗り越えてLOST 神ver.」                                                                                               | テレビアニメ『神クズ☆アイドル』挿入歌                                                         |
| 9月21日           | 乗り越えてLOST                                                                                | 仁淀ユウヤ（今井文也）、瀬戸内ヒカル（寺島拓篤）                                                                      | 「Respect」 | テレビアニメ『神クズ☆アイドル』エンディングテーマ                                             |
| 9月21日           | フィナーレ～その先へ～                                                                        | ZINGS | 「フィナーレ～その先へ～」                                                                                              | テレビアニメ『神クズ☆アイドル』エンディングテーマ                                             |
| 9月21日           | フィナーレ～その先へ～                                                                        | ZINGS | 「二人三脚☆宣言」 | テレビアニメ『神クズ☆アイドル』挿入歌                                                         |
| 9月30日           | 神クズ☆アイドル BD 第1巻 特典CD                                                               | ZINGS feat.一条シン（寺島惇太）                                                                                       | 「PRISM☆IDOL」 | テレビアニメ『神クズ☆アイドル』関連曲                                                         |
| 10月26日          | Only Two Style                                                                                | ZINGS | 「Only Two Style」 「ZINGS 2nd ANNIVERSARY LIVE 〜NONSTOP MEDLEY〜」 「ZINGS 2nd ANNIVERSARY LIVE 〜DRAMATIC MEDLEY〜」 | テレビアニメ『神クズ☆アイドル』関連曲                                                         |
| 12月14日          | Beat Eater/Awake Now                                                                          | Vivid BAD SQUAD、鏡音レン                                                                                             | 「Beat Eater」 | ゲーム『プロジェクトセカイ カラフルステージ！ feat. 初音ミク』関連曲                          |
| 12月14日          | Beat Eater/Awake Now                                                                          | Vivid BAD SQUAD、初音ミク                                                                                             | 「Awake Now」 | ゲーム『プロジェクトセカイ カラフルステージ！ feat. 初音ミク』関連曲                          |
| 2023年            |                                                                                               | | |                                                                                               |
| 3月29日           | ミライ/Flyer!                                                                                 | Vivid BAD SQUAD、巡音ルカ                                                                                             | 「ミライ」 | ゲーム『プロジェクトセカイ カラフルステージ！ feat. 初音ミク』関連曲                          |
| 3月29日           | ミライ/Flyer!                                                                                 | Vivid BAD SQUAD、鏡音レン                                                                                             | 「Flyer!」 | ゲーム『プロジェクトセカイ カラフルステージ！ feat. 初音ミク』関連曲                          |
| 4月28日           | Be The MUSIC!                                                                                 | 「All Music MIKUdemy」一同                                                                                            | | ゲーム『プロジェクトセカイ カラフルステージ！ feat. 初音ミク』関連曲                          |
| 6月21日           | 月光/街                                                                                       | Vivid BAD SQUAD、MEIKO                                                                                                | 「月光」 | ゲーム『プロジェクトセカイ カラフルステージ！ feat. 初音ミク』関連曲                          |
| 6月21日           | 月光/街                                                                                       | Vivid BAD SQUAD、鏡音リン                                                                                             | 「街」 | ゲーム『プロジェクトセカイ カラフルステージ！ feat. 初音ミク』関連曲                          |
| 8月16日           | 虚ろを扇ぐ/仮死化                                                                             | Vivid BAD SQUAD、KAITO                                                                                                | 「虚ろを扇ぐ」 | ゲーム『プロジェクトセカイ カラフルステージ！ feat. 初音ミク』関連曲                          |
| 8月16日           | 虚ろを扇ぐ/仮死化                                                                             | Vivid BAD SQUAD、MEIKO                                                                                                | 「仮死化」 | ゲーム『プロジェクトセカイ カラフルステージ！ feat. 初音ミク』関連曲                          |
| 2024年            |                                                                                               | | |                                                                                               |
| 2月21日           | Vivid BAD SQUAD SEKAI ALBUM vol.2                                                             | Vivid BAD SQUAD、初音ミク                                                                                             | 「オルターエゴ」 「YY」 「DAYBREAK FRONTLINE」                                                                          | ゲーム『プロジェクトセカイ カラフルステージ! feat. 初音ミク』関連曲                           |
| 2月21日           | Vivid BAD SQUAD SEKAI ALBUM vol.2                                                             | 東雲彰人（今井文也）、青柳冬弥（伊東健人）、鏡音レン                                                                  | 「ガランド」 「雨とペトラ」                                                                                             | ゲーム『プロジェクトセカイ カラフルステージ! feat. 初音ミク』関連曲                           |
| 2月21日           | Vivid BAD SQUAD SEKAI ALBUM vol.2                                                             | Vivid BAD SQUAD、MEIKO                                                                                                | 「エゴイスト」 | ゲーム『プロジェクトセカイ カラフルステージ! feat. 初音ミク』関連曲                           |
| 2月21日           | Vivid BAD SQUAD SEKAI ALBUM vol.2                                                             | 東雲彰人（今井文也）、青柳冬弥（伊東健人）、KAITO                                                                     | 「絶え間なく藍色」 | ゲーム『プロジェクトセカイ カラフルステージ! feat. 初音ミク』関連曲                           |
| 2月21日           | Vivid BAD SQUAD SEKAI ALBUM vol.2                                                             | Vivid BAD SQUAD、KAITO                                                                                                | 「シャンティ」 | ゲーム『プロジェクトセカイ カラフルステージ! feat. 初音ミク』関連曲                           |
| 2月21日           | ストレイト/パレイド                                                                           | syh（今井文也） | 「ストレイト」 「パレイド」                                                                                             | 劇場アニメ『映画 ギヴン 柊mix』挿入歌                                                         |
| 5月15日           | 補講男子 1stドラマCD 〜Memory1〜                                                              | WITHPER | 「俺、テストに出ます。」                                                                                                | 『補講男子』主題歌                                                                            |
| 6月5日            | プロジェクトセカイ カラフルステージ！ feat. 初音ミク アナザーボーカルアルバム Vivid BAD SQUAD | 小豆沢こはね（秋奈）、東雲彰人（今井文也）                                                                            | 「チルドレンレコード」                                                                                                  | ゲーム『プロジェクトセカイ カラフルステージ！ feat. 初音ミク』関連曲                          |
| 6月5日            | プロジェクトセカイ カラフルステージ！ feat. 初音ミク アナザーボーカルアルバム Vivid BAD SQUAD | 白石杏（鷲見友美ジェナ）、東雲彰人（今井文也）                                                                        | 「トラフィック・ジャム」                                                                                                | ゲーム『プロジェクトセカイ カラフルステージ！ feat. 初音ミク』関連曲                          |
| 6月5日            | プロジェクトセカイ カラフルステージ！ feat. 初音ミク アナザーボーカルアルバム Vivid BAD SQUAD | 東雲彰人（今井文也）                                                                                                  | 「フラジール」 「夜咄ディセイブ」 「威風堂々」 「シネマ」                                                               | ゲーム『プロジェクトセカイ カラフルステージ！ feat. 初音ミク』関連曲                          |
| 6月5日            | プロジェクトセカイ カラフルステージ！ feat. 初音ミク アナザーボーカルアルバム Vivid BAD SQUAD | 東雲彰人（今井文也）、青柳冬弥（伊東健人）                                                                            | 「RAD DOGS」 | ゲーム『プロジェクトセカイ カラフルステージ！ feat. 初音ミク』関連曲                          |
| 7月10日           | リアライズ/CR詠ZY                                                                             | Vivid BAD SQUAD、初音ミク                                                                                             | 「リアライズ」 | ゲーム『プロジェクトセカイ カラフルステージ！ feat. 初音ミク』関連曲                          |
| 7月10日           | リアライズ/CR詠ZY                                                                             | Vivid BAD SQUAD、巡音ルカ                                                                                             | 「CR詠ZY」 | ゲーム『プロジェクトセカイ カラフルステージ！ feat. 初音ミク』関連曲                          |
| 9月30日           | 補講男子 2ndドラマCD 〜Memory2〜                                                              | WITHPER | 「俺たち男子！」 | 『補講男子』関連曲                                                                            |
| 10月2日           | Beyond the way/blender                                                                        | Vivid BAD SQUAD、初音ミク                                                                                             | 「Beyond the way」 | ゲーム『プロジェクトセカイ カラフルステージ！ feat. 初音ミク』関連曲                          |
| 10月2日           | Beyond the way/blender                                                                        | Vivid BAD SQUAD、MEIKO                                                                                                | 「blender」 | ゲーム『プロジェクトセカイ カラフルステージ！ feat. 初音ミク』関連曲                          |
| 11月8日           | SVO                                                                                           | 茶屋町義也（今井文也）                                                                                                | 「SVO」 | 『補講男子』関連曲                                                                            |
| 12月11日          | 青春ロック!! シリーズ1stシーズン ドラマCD【KACHIWARI MONSTER】 Vol.1 KACHIWARI MONSTER        | KACHIWARI MONSTER | 「浪漫飛行」 「KACHIWARI MONSTER」                                                                                      | 『ハレオト』関連曲                                                                            |
| 2025年            |                                                                                               | | |                                                                                               |
| 1月17日（2月7日） | ファイアダンス                                                                                | Vivid BAD SQUAD | 「ファイアダンス」 | 劇場アニメ『劇場版プロジェクトセカイ 壊れたセカイと歌えないミク』関連曲                       |
| 1月30日           | Worlders                                                                                      | バーチャル・シンガー、Leo/need、MORE MORE JUMP!、Vivid BAD SQUAD、ワンダーランズ×ショウタイム、25時、ナイトコードで。 | 「Worlders」 | 劇場アニメ『劇場版プロジェクトセカイ 壊れたセカイと歌えないミク』エンディングテーマ           |
| 2月21日           | 群青讃歌（劇場版プロジェクトセカイver.）                                                      | Leo/need、MORE MORE JUMP!、Vivid BAD SQUAD、ワンダーランズ×ショウタイム、25時、ナイトコードで。                       | 「群青讃歌（劇場版プロジェクトセカイver.）」                                                                            | 劇場アニメ『劇場版プロジェクトセカイ 壊れたセカイと歌えないミク』挿入歌                       |
| 3月5日            | 烈火/ULTRA C                                                                                  | Vivid BAD SQUAD、巡音ルカ                                                                                             | 「烈火」 | ゲーム『プロジェクトセカイ カラフルステージ！ feat. 初音ミク』関連曲                          |
| 3月5日            | 烈火/ULTRA C                                                                                  | Vivid BAD SQUAD、初音ミク                                                                                             | 「ULTRA C」 | ゲーム『プロジェクトセカイ カラフルステージ！ feat. 初音ミク』関連曲                          |
| 3月12日           | 青春ロック!! シリーズ1stシーズン ドラマCD【KACHIWARI MONSTER】 Vol.2 君に恋する春が来た       | KACHIWARI MONSTER | 「小さな恋のうた」 「サクラ未来」                                                                                       | 『ハレオト』関連曲                                                                            |
| 3月12日           | 青春ロック!! シリーズ1stシーズン ドラマCD【KACHIWARI MONSTER】 Vol.2 君に恋する春が来た       | 岡倉誉（今井文也） | 「チェリー」 | 『ハレオト』関連曲                                                                            |
| 3月31日           | サラマンダー                                                                                  | 東雲彰人（今井文也）、東雲絵名（鈴木みのり）、初音ミク                                                                | 「サラマンダー」 | 日清食品『カップヌードル』×『プロジェクトセカイ カラフルステージ！ feat. 初音ミク』コラボ楽曲 |
| 7月9日（予定）    | Vivid BAD SQUAD SEKAI ALBUM vol.3                                                             | Vivid BAD SQUAD、初音ミク                                                                                             | 「脳内革命ガール」 「え？あぁ、そう。」 「花溺れ」                                                                      | ゲーム『プロジェクトセカイ カラフルステージ! feat. 初音ミク』関連曲                           |
| 7月9日（予定）    | Vivid BAD SQUAD SEKAI ALBUM vol.3                                                             | Vivid BAD SQUAD、MEIKO                                                                                                | 「春嵐」 「酔いどれ知らず」                                                                                             | ゲーム『プロジェクトセカイ カラフルステージ! feat. 初音ミク』関連曲                           |
| 7月9日（予定）    | Vivid BAD SQUAD SEKAI ALBUM vol.3                                                             | Vivid BAD SQUAD、鏡音レン                                                                                             | 「金木犀」 | ゲーム『プロジェクトセカイ カラフルステージ! feat. 初音ミク』関連曲                           |
| 7月9日（予定）    | Vivid BAD SQUAD SEKAI ALBUM vol.3                                                             | Vivid BAD SQUAD、巡音ルカ                                                                                             | 「マーシャル・マキシマイザー」 「WAVE」                                                                                 | ゲーム『プロジェクトセカイ カラフルステージ! feat. 初音ミク』関連曲                           |
| 7月9日（予定）    | Vivid BAD SQUAD SEKAI ALBUM vol.3                                                             | 東雲彰人（今井文也）、青柳冬弥（伊東健人）、初音ミク                                                                  | 「コールボーイ」 | ゲーム『プロジェクトセカイ カラフルステージ! feat. 初音ミク』関連曲                           |
| 7月9日（予定）    | Vivid BAD SQUAD SEKAI ALBUM vol.3                                                             | Vivid BAD SQUAD、鏡音リン                                                                                             | 「CH4NGE」 | ゲーム『プロジェクトセカイ カラフルステージ! feat. 初音ミク』関連曲                           |
| 7月9日（予定）    | Vivid BAD SQUAD SEKAI ALBUM vol.3                                                             | Vivid BAD SQUAD、KAITO                                                                                                | 「ルーマー」 | ゲーム『プロジェクトセカイ カラフルステージ! feat. 初音ミク』関連曲                           |